# Stanislao Gastaldon
Stanislao Gastaldon (Torí, Piemont, 8 d'abril de 1861 - Florència, Toscana, 6 de març de 1939) fou un compositor italià.
Assolí molta anomenada com a autor de romances, algunes de les quals, com la cèlebre Musica proibita, arribà a aconseguir una tirada de 200.000 exemplars. Entre les altres romances cal mencionar:
- La risposta, que també gaudí de força èxit,
- Ti vorrei rapire,
- Donna Clara,
- Non dir di no,
- La musica non proibita, totes elles amb acompanyament de piano.

També va compondre obres de més gran volada, amb òperes com Mala Pasqua! o Fatma (sobre llibret de Marco Praga). Entre les altres obres hi figuren marxes militars, el vals per a piano Cuore, La danza delle soimmie (Fantasia per a piano, etc.)

## Òperes

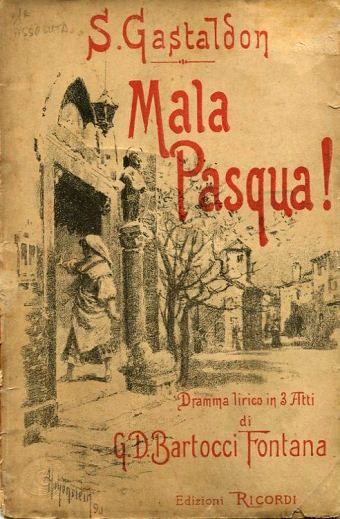
Mala Pasqua!

Va escriure unes tres-centes melodies per a veu i piano, algunes composicions per a banda i algunes òperes com:
- Mala Pasqua! (representada al Teatro Costanzi de Roma el 1890)
- Fatma (no representada)
- Il Pater dramma lirico en 1 acte (Teatro Manzoni de Milà, 1894)
- Stellina (Florència, 1905)
- Il sonetto di Dante (Gènova, 1909)
- Il reuccio di Caprilana (Torí, 1914).